# プスコフ州

プスコフ州
ロシア語: Псковская область

プスコフ州（プスコフしゅう、Псковская область; Pskov Oblast）はロシア連邦の州（オーブラスチ）。州都はプスコフ。北西連邦管区に属する。

## 概要
- 面積 55,400km²
- 人口　746,652人（2004年）
- 人口密度 13人/km²

住民の95%はロシア人、 2%がウクライナ人。1989年の人口は846,000人であったが、大きく減少している。

## 地理
ロシア連邦の北西端に位置し、エストニア、ラトビア、ベラルーシと国境を接する。600を越える川と3,700ほどの湖がある。主要な河川はヴェリカヤ川。エストニアとの国境上にチュド湖がある。面積の約40%は森林に覆われている。穏やかな大陸性の気候。

## 歴史
10世紀ごろからロシア人が定住した。12世紀から13世紀にかけてはノヴゴロドに支配されていた。その後は絶えずドイツ騎士団やポーランドの攻撃を受けた。
ロシア北西部の国境沿いに位置するため、経済的にも軍事的にも重要な地域であったが、18世紀初頭にサンクトペテルブルクが建設されて以後、次第に重要性を失った。
第二次世界大戦では、1941年から1944年までドイツ軍によって占領された。
1991年のバルト三国独立後、ラトビアはプィタロヴォなどプスコフ州の一部を自国の領土と主張していたが、最終的にはラトビア側がこの主張を取り下げ、2007年3月27日に両国間で国境画定に関する条約が調印された。

## 産業
主要な産業は電気工業や繊維工業、農業など。美しい湖や森林を訪れる観光客が多く、観光業も重要な産業の一つになっている。

## 主な都市
- プスコフ - 州都
- ヴェリーキエ・ルーキ
- オストロフ
- ネヴェリ
- ペチョールィ
- オポーチカ
- ドノー
- ポルホフ
- デドヴィチ
- ノヴォソコリニキ
- ストルギ・クラースニエ
- セーベジ

## 標準時
この地域は、モスクワ時間帯の標準時を使用している。時差はUTC+3時間で、夏時間はない。（2011年3月までは標準時がUTC+3、夏時間がUTC+4、同年3月から2014年10月までは通年UTC+4であった）